# Institut polonais de Paris
L’Institut polonais de Paris, en polonais Instytut Polski w Paryżu, est un établissement culturel polonais fondé en 1979 relevant du ministère polonais des Affaires étrangères (ambassade de Pologne à Paris). Il travaille en réseau avec l’Institut polonais du film (pl), l’Institut du livre (pl), l’Institut du théâtre (pl), l’Institut national Frédéric Chopin (pl) et enfin l’Institut Adam Mickiewicz, destiné à promouvoir la coopération culturelle internationale. Il est situé dans le 8e arrondissement de Paris, au no 31 de la rue Jean-Goujon.
Son objectif est de diffuser la culture, la science et l'art polonais en France et participer à la mise en œuvre de la coopération culturelle, scientifique et technique entre la Pologne et la France.
Il appartient au Forum des instituts culturels étrangers à Paris (FICEP) et au cluster EUNIC de Paris.

## Directeur
Le directeur de l'Institut polonais de Paris est en même temps conseiller culturel de l'ambassade de Pologne en France.
- 1984–1986 – Krystyna Marszałek-Młyńczyk (en)
- 1990–1996 – Bogusław Sonik
- 1996–2000 – Tomasz Stróżyński (d)
- 2000–2006 – Jadwiga Czartoryska (d)
- 2007–2009 – Beata Podgórska (d)
- 2009–2010 – Marek Piotr Chojnacki (d)
- 2010–2012 – Klaudia Podsiadło (d)
- 2013–2016 – Joanna Karasek (d)
- 2016–2023 – Anna Gieros Biłos (d)
- 2023–2025 – Joanna Wajda
- depuis 2025 – Małgorzata Maria Grąbczewska

## Actions
L'Institut organise notamment des expositions, comme celle de 1980 regroupant 4 jeunes artistes dont le peintre Zbigniew Żupnik.